# 주수도
주수도(朱水道, 음력 1956년 11월 25일 ~)는 다단계 마케팅기업인 JU그룹을 운영한 기업인이다.
그의 JU그룹 운영과정에서 실현이 불가능한 이익을 주겠다고 한 점에 대해 기소된 결과 법원은 네트워크 마케팅 플랜 자체에는 위법성이 없으나 이익실현이 어려울 수 있는 상황에서도 지속적인 매출을 유도하였다고 판단하여 미필적 고의에 의한 사기에 해당되는 것으로 판결, 2007년 6월 21일 징역 12년이 선고되었다. 그는 세간에 알려진 것 과는 달리 피라미드 사기가 아닌 재정 사기(부도)로 공소장 변경이 이루어졌으며 여론몰이 식으로 재판이 진행되어 충분한 변론이 진행되지 못한 부분이 있다고 주장하고 있다.
주수도는 JU그룹 사기 사건이 드러나기 전 투자한 중국의 합작 회사에 대하여 옥중 경영을 하고있는 것으로 알려졌다.
2015년 말 서울시에서 체납세금을 추징하기 위해 중국 회사 지분을 압류했다.
한편, 본인(주수도)의 사기 행각이 밝혀진 데다 JU그룹이 폐업하는 바람에 당초 진로백화점 의정부점으로 운영했으나  모체 진로그룹의 부도 후 어려움을 겪어왔다가 주수도에게 매각되어 변경된 JU백화점이 없어졌으며 현재 건물은 예식장으로 쓰이고 있다.

## 같이 보기
- 다단계
- 조희팔